# Kärlekssånger
Kärlekssånger är ett album från 2013 av den svenska folkmusikgruppen Ulrika Bodén Band. Den består av sånger på temat kärlek. Bodén ville ha omväxling i låtvalen och letade därför länge efter sånger och dikter som skildrar kärlek utifrån flera olika temperament. Skivan innehåller bland annat flera friareramsor från 1800-talet som tonsatts av Bodén. Låtarna är framletade ur Svenskt visarkiv i Stockholm.
Skivan fick priset för årets folkmusikskiva vid Manifestgalan 2014.

## Mottagande
Skivan fick ett gott mottagande när den kom ut med ett snitt på 4,0/5 baserat på tre recensioner.
Ulf Gustavsson skrev i Upsala Nya Tidning: "Hennes röst är som klaraste källvatten, och ingen annan kan väl tolka folkliga kärleksvisor med sådan naturlig närvaro och flödande ornamentik som Ulrika Bodén". Gustavsson beskrev arrangemangen som "dynamiska, rytmiskt vitala". I Tidningen Kulturen skrev Peter Sjöblom: "Bodén har en naturlig fallenhet för att skriva låtar i traditionell anda. Bodén är en adekvat sångerska utan att ha någon särskilt distinkt röst. Kompet, som bland annat inkluderar trumpet, allsköns handslagverk och Bodéns cittra, är runt och mjukt. Det är både skivans tillgång och brist, beroende på den personliga fäblessen; det är lätt att tycka om den tack vare dess rundade kanter, men av samma anledning kommer den inte så nära att den når in under skinnet."

## Låtlista
| Nr  | Titel                      | Längd |
| --- | -------------------------- | ----- |
| 1.  | Röda rosor                 | 3:16  |
| 2.  | Finns inge bätter          | 2:51  |
| 3.  | Tusen löften               | 3:46  |
| 4.  | Kärleksvisa från Ed        | 4:29  |
| 5.  | Himlen är full av fioler   | 3:58  |
| 6.  | Bröllopskväde från Gotland | 4:09  |
| 7.  | När som gräset det vajar   | 3:51  |
| 8.  | Den första gång i världen  | 3:52  |
| 9.  | Träder ringar              | 3:05  |
| 10. | Ack hören mina vänner      | 3:50  |
| 11. | Det var en lördagsafton    | 4:13  |
| 12. | Stjärneyga                 | 2:10  |

## Medverkande
- Ulrika Bodén – sång (spår 1–12), autoharpa (spår 8, 12), härjedalspipa (spår 2, 4), månmarkapipa (spår 11)
- Mia Marin – femsträngad fiol (spår 1–6, 9–11), sång (spår 1, 6)
- Emma Ahlberg – fiol (spår 5, 7, 10)
- Gustav Hylén – trumpet (spår 1–7, 9–11), dragspel (spår 7)
- Daniel Fredriksson – mandora (spår 2, 5, 7–9, 11)
- Mattias Pérez – gitarr (spår 1, 3, 4, 6, 10)
- Petter Berndalen – slagverk (spår 1, 2, 4, 5, 7, 9–11), klockspel (spår 11)
- Valter Kinbom – slagverk (spår 1, 3, 6, 10)
- Martin von Schmalensee – kontrabas (spår 8), laùd (spår 10)